# Fleury-la-Vallée
Fleury-la-Vallée ist eine französische Gemeinde mit 1.019 Einwohnern (Stand: 1. Januar 2022) im Département Yonne in der Region Bourgogne-Franche-Comté; sie gehört zum Arrondissement Auxerre und zum Kanton Charny Orée de Puisaye. Die Bewohner werden Fleuryvalliens und Fleuryvalliennes genannt.

## Geographie
Fleury-la-Vallée liegt etwa elf Kilometer nordwestlich von Auxerre. Umgeben wird Fleury-la-Vallée von den Nachbargemeinden Valravillon im Norden und Nordwesten, Branches im Osten, Charbuy im Süden sowie Poilly-sur-Tholon im Westen und Südwesten.
Durch die Gemeinde führt die Autoroute A6.

## Bevölkerungsentwicklung

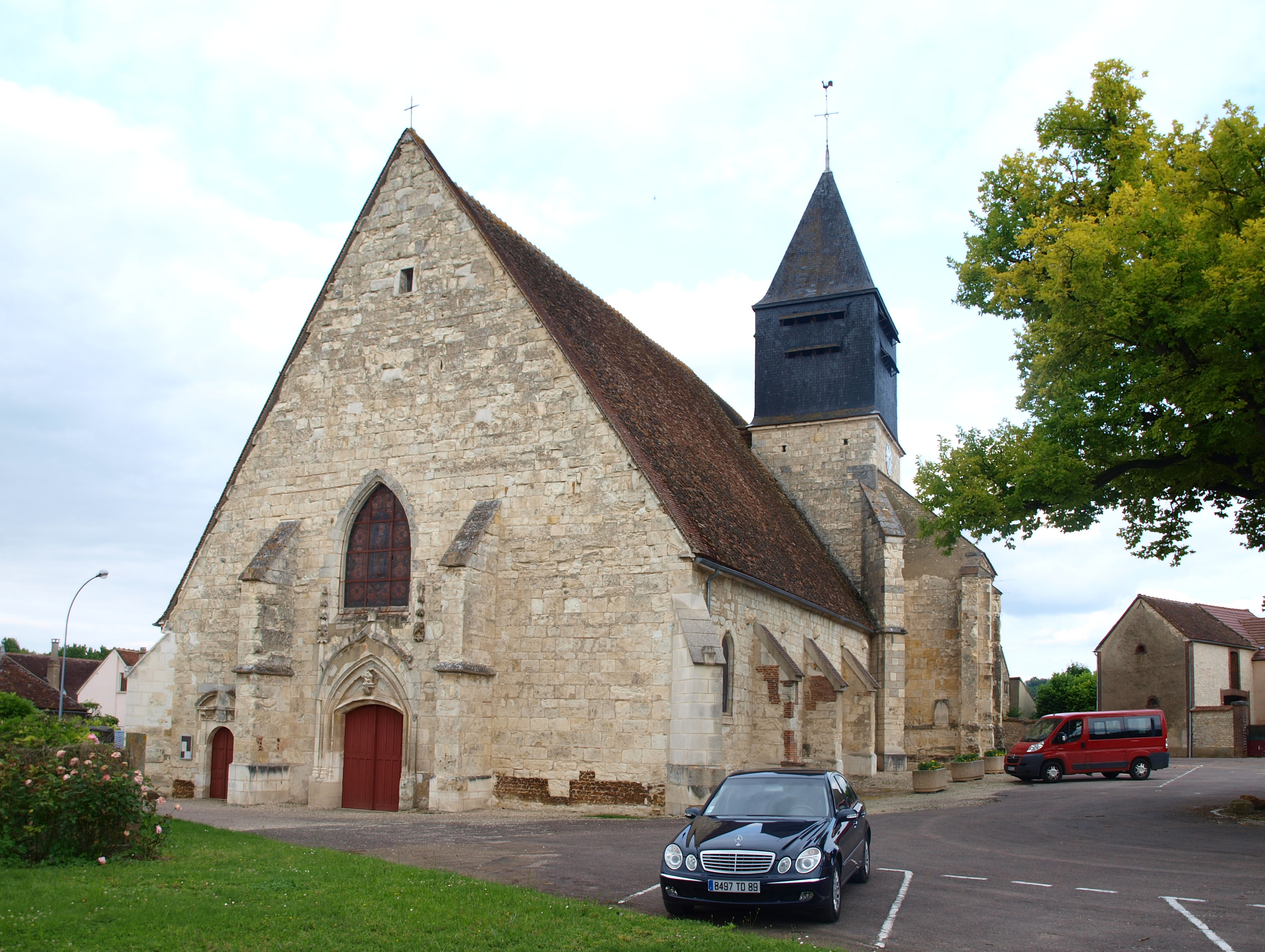
Kirche Saint-Loup

| Jahr                       | 1962 | 1968 | 1975 | 1982 | 1990 | 1999 | 2006 | 2013 | 2020 |
| Einwohner                  | 815  | 749  | 804  | 888  | 942  | 1001 | 1113 | 1116 | 1081 |
| Quellen: Cassini und INSEE |      |      |      |      |      |      |      |      |      |

## Sehenswürdigkeiten
- Kirche Saint-Loup

## Gemeindepartnerschaften
Mit der deutschen Gemeinde Eich in Rheinland-Pfalz besteht eine Partnerschaft.